# المختصرات في الرعاية الصحية
المختصرات في الرعاية الصحية أو الاختصارات (بالإنجليزية: Acronyms in healthcare)‏ تُستخدم بشكل شائع في إعدادات الرعاية الصحية. يتم تشكيلها من الخطابات الرئيسية للكلمات المتعلقة بالأدوية، الإجراءات والتشخيصات والمنظمات. إنها تأتي من الجذور الإنجليزية واللاتينية. تم وصف المختصرات بأنها لغة مهنية. وقد ثبت أن استخدامها يؤثر على سلامة المرضى في المستشفيات، بسبب الغموض والوضوح.

## صياغة
يتم تشكيل المختصرات في الرعاية الصحية من الخطابات الرئيسية في الكلمات المتعلقة بالأدوية، الإجراءات والتشخيصات والمنظمات. كما تأتي من الجذور الإنجليزية واللاتينية. ويتزايد استخدام الاختصارات والمختصرات بسرعة.

## نقد
تم وصف الاختصارات بأنها لغة مهنية. أجريت دراسات حول تأثير الاختصارات على الاتصال، وفي بعض الدراسات حتى المتخصصين في الرعاية الصحية غير متأكدين من العديد من معاني المختصرات. وقد تم انتقاد استخدام المختصرات لوصف التجارب السريرية على أنها من المحتمل أن تؤدي إلى افتراضات غير صحيحة تعتمد على اختصارات مشابهة، وصعوبة الوصول إلى نتائج التجربة عند استخدام كلمات شائعة، وتسبب تحيزًا معرفيًا عند استخدام الاختصارات الإيجابية لتصوير التجارب (على سبيل المثال «أمل» أو «ذكي»).
استخدام الاختصارات مثل تلك المتعلقة بطرق إعطاء الدواء أو جرعة الدواء يمكن أن يكون مربكًا وهو المصدر الأكثر شيوعًا للأخطاء الطبية. وقد تبين أن استخدام بعض المختصرات يؤثر على سلامة المرضى في المستشفيات، وقد تم نشر «عدم استخدام القوائم» على المستوى الوطني في الولايات المتحدة.

## أمثلة
يُوَفِّر عدد من المصادر قوائم بالأحرف الأولية والمختصرات الشائعة الاستخدام في الرعاية الصحية. يتم استخدام المصطلحات المذكورة في اللغة الإنجليزية داخل أنظمة الرعاية الصحية والمتخصصين في الرعاية الصحية في مختلف البلدان. تتضمن أمثلة المصطلحات بي بي وداء الانسداد الرئوي المزمن وTIMI score وسواب. لا توجد قائمة موحدة.

## روابط خارجية
- Smart Define - الاختصارات ذات الصلة بالرعاية الصحية